# Coumaphos
Coumaphos ist eine chemische Verbindung aus der Gruppe der Thiophosphorsäureester und organischen Chlorverbindungen.

## Gewinnung und Darstellung
Coumaphos kann durch Reaktion von Diethylchlorthiophosphat mit 3-Chlor-4-methyl-7-hydroxy-cumarin gewonnen werden.

## Eigenschaften
Coumaphos ist ein Feststoff, welcher praktisch unlöslich in Wasser ist. Es ist beständig in Wasser und bei mäßiger Hitze, hydrolysiert aber unter alkalischen Bedingungen.

## Verwendung
Coumaphos ist ein Insektizid, das zur Kontrolle einer Vielzahl von Insekten bei der Tierproduktion, darunter Maden, Schneckenwürmer, Läuse, Krätzemilben, die Varroamilbe, Fliegen und Zecken eingesetzt wird. Es wirkt gegen Ektoparasiten, die auf Tieren wie Schafen, Ziegen, Pferden, Schweinen, Geflügel und Bienen leben. Die Anwendung erfolgt sowohl äußerlich als auch innerlich. Coumaphos dient als selektives Insektizid, bei gleichzeitiger Schonung anderen Organismen tötet es bestimmte Insektenarten. Es wirkt als Cholinesterasehemmer und wird in Tieren zu Chlorferon metabolisiert.
Unter dem Handelsnamen Perizin wird Coumaphos in der Imkerei gegen die Varroamilbe eingesetzt.
In den EU-Staaten wie Deutschland und Österreich sowie in der Schweiz sind keine Pflanzenschutzmittel zugelassen, die Coumaphos als Wirkstoff enthalten.

## Handelsnamen
Agridip, Asunthol, Meldane, Muscatox, Umbethion, Co-Ral, Asuntol, Bay 21, Baymix, Dilice, Resistox, Suntol, Negashunt, Perizin.